# Еански археологически музей
Еанският археологически музей (на гръцки: Αρχαιολογικό Μουσείο Αιανής) е музей, разположен в югозападномакедонското село Еани, Северна Гърция.
Археологическият музей на Еани излага прекрасни експонати, открити в древния град Еани и в околоността. Разположен е в съвременна голяма сграда, построена през 1992 – 2002 година. Археологическият комплекс на античния град е разположен е на около 2 километра североизточно от селото и в него могат да се видят останки от различни постройки на древния град.
Изложбата покрива три области – историческото развитие на Еани от праисторическо време до римския период, находките от града, некропола и околностите, и всекидневния живот в античността през призмата на археологическите находки. Най-важните експонати са микенска фигурка във вид на глава, глинена поставка с матова декорация и редица съдове с матова декорация от XIV век пр. Хр., фигурка на коре от втората половина на VI век пр. Хр., птицеобразни глинени съдове от VI век пр. Хр., златна погребална лула, украсена с лъвове от втората половина на VI век пр. Хр., златна фибула от същия период, мраморен йонийски капител, бронзова фигурка на коре от дръжката на огледало, мраморна статуя на лъв, датираща от V век пр. Хр., главата на коре и главата на курос.
- Златна фибула от ІІ половина на VI век пр. Хр.
- Глинена фигура на момиче от ІІ половина на VI век пр. Хр.
- Съдове от XIV век пр. Хр.
- Глинена фигура на Атина
- Глинен съд от XIV век пр. Хр.